# Herkules-Hochhaus
Das Herkules-Hochhaus liegt im Kölner Stadtteil Neuehrenfeld und ist mit einer Höhe von 102 Metern das neunthöchste Hochhaus der Stadt. Das Gebäude wurde 1972 fertiggestellt.
Die Stadt Köln hatte in den 1960er Jahren beabsichtigt, nahe der Innenstadt neuen städtischen Wohnraum zu schaffen. Nach dem Vorbild anderer Wohnverdichtungen durch vertikale Anordnung, also Hochhausbauten, wurde der Architekt Peter Neufert beauftragt, Kölns erstes „Super-Wohnhaus“ (Eigenwerbung) zu bauen. Neufert plante und errichtete bis dahin Bürohochhäuser. Das Haus wurde im (umstrittenen) Bauherrenmodell von der Dr.-Rüger-Gruppe erstellt.
Das Hochhaus ist seit seiner Sanierung mit blauen, orangen, roten und fliederfarbenen emaillierten Metallblechen verkleidet.
Die silbern abgesetzten, dreigeteilten und in dreifacher Variation verbauten Fenster folgen einem freien Rhythmus, ein Merkmal der von Neufert formulierten „systemischen Architektur“.
Diese setzte er bei all seinen Hochhausbauten konsequent um: Die übliche starre Achsenordnung der Fenster mit ihrer Gliederung in strenge und feste Lineaturen („Rasteritis“) weicht einer aufgelockerten, lebendigen Außenfassade. Diese ermöglicht auch innen eine flexible, funktionsorientierte Raumaufteilung: Die Appartements sind zwischen 24 und 33 Quadratmeter groß, die Zweizimmerwohnungen 43 Quadratmeter. Zusätzlich hat jede Etage auch zwei größere Wohnungen mit je drei Zimmern, die ausnahmslos zur Domseite hin liegen.
Das Haus wurde nach der anliegenden Herkulesstraße benannt (siehe auch: Herkulesberg); es hat 31 Etagen mit 427 Wohneinheiten. Es gibt einen Pförtner und vier Aufzüge, von denen jeweils zwei auf den geraden Etagen und zwei auf den ungeraden Etagen halten. Eine Fahrt vom Erdgeschoss bis zur 31. Etage dauert etwa eine Minute. In der obersten Etage befinden sich ein Schwimmbad, eine Sauna und ein Partyraum.
Trotz seines bunten Äußeren (Spitzname: Papageienhaus), welches auch als beliebtes Postkartenmotiv dient, blieb das Hochhaus von Anbeginn bei den Kölnern unbeliebt.
Eine Architekturzeitschrift hat sich in den ersten Jahren gleich zu der Beurteilung hinreißen lassen: „Die Wohnfabrik schreckt Nachbarn ab“. Der Kölner Verkehrsverein hat an das Haus 2005 die „Saure Zitrone“ vergeben, ein Negativpreis für unansehnliche Architektur zu Ungunsten der Attraktivität des Kölner Tourismus.
Die Bewohner sind aus studentischem und internationalem Umfeld bei vergleichsweise hoher Fluktuation.
Am 11. Januar 1979 brach im ersten Stock ein Feuer aus, welches durch eine Kerze ausgelöst wurde. Bei der Benutzung des Aufzugs starb ein junger Mann, ein weiterer wurde durch einen Sprung aus acht Metern Höhe schwer verletzt.